# Sia (Sängerin)

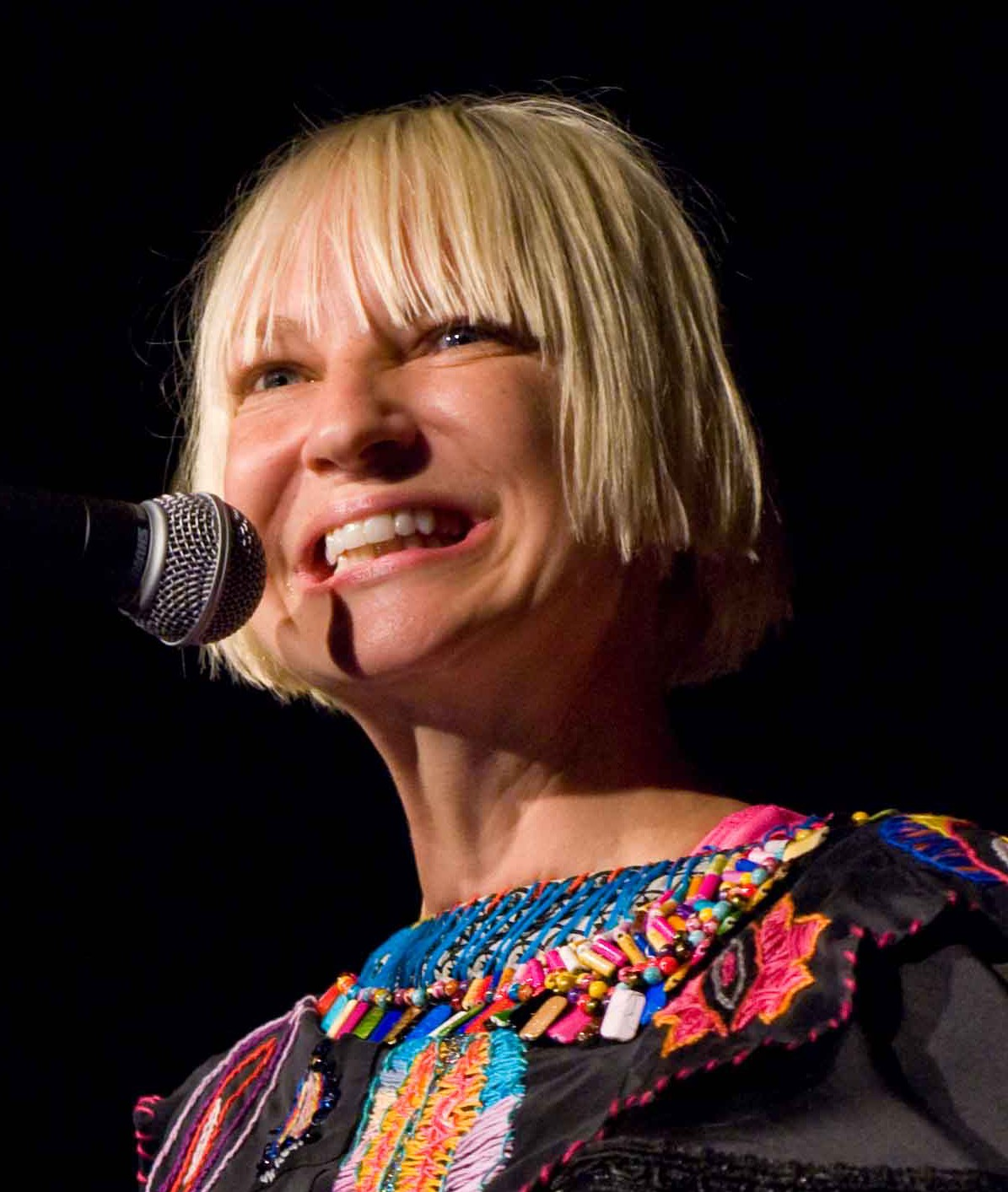
Sia (2011)

Sia [siːə] (* 18. Dezember 1975 als Sia Kate Isobelle Furler in Adelaide) ist eine australische Sängerin und Songschreiberin. International bekannt wurde sie durch zahlreiche große Musikerfolge und ihre Zusammenarbeit mit Zero 7 und David Guetta.

## Karriere

### 1995 bis 2000OnlySeeundHealing Is Difficult
Sia war Teil der australischen Acid-Jazz-Formation Crisp, welche die beiden Alben Word and the Deal (1996) und Delirium (1997) veröffentlichte. 1997 verließ Sia die Band. Sie widmete sich nun dem Trip-Hop und veröffentlichte auf dem inzwischen nicht mehr existierenden Independent-Label Flavoured Records mit OnlySee ihr erstes Solo-Album. Ihr ehemaliger Crisp-Bandkollege Jesse Flavell produzierte das Album und schrieb die meisten der Tracks.
Sia wanderte nach Großbritannien aus, um ihre Solokarriere weiter zu verfolgen. Im Jahr 2000 unterschrieb sie einen Vertrag beim Sony Music unterstellten Label DancePool und veröffentlichte dort ihr Album Healing Is Difficult, musikalisch eine Mischung aus Rhythm and Blues und Jazz. Das Album enthält die Tracks Drink to Get Drunk (Remixed by Different Gear) und Little Man, die im Underground Bekanntheit erlangten, und den Track Taken for Granted, der es sogar in die Top 10 der britischen Charts schaffte. Trotz positiver Kritiken war das Album insgesamt kommerziell kein Erfolg.

### 2003 bis 2007:Colour the Small One& Zero 7

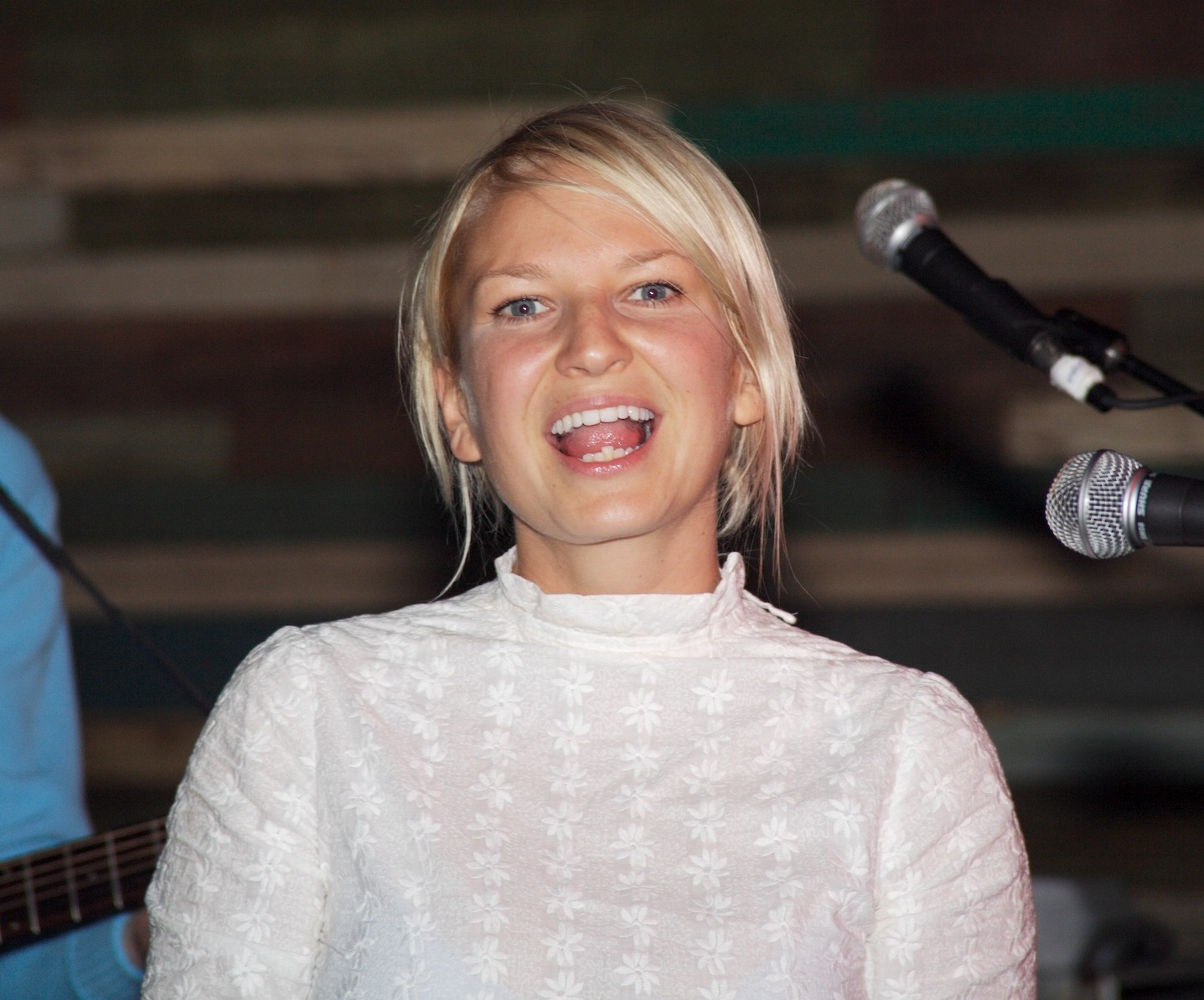
Sia (2006)

2003 veröffentlichte Sia auf dem Label Go! Beat Records (UMG) die EP Don’t Bring Me Down, dessen gleichnamiges Lied auch in dem französischen Spielfilm 36 tödliche Rivalen zu hören ist. 2004 folgte das Album Colour the Small One. Die Platte ist im Vergleich zum vorherigen Album eher ruhig, mit akustischen Instrumenten und elektronischen Komponenten, was zu Vergleichen mit Dido und Sarah McLachlan führte. Die Tracks Breathe Me und Where I Belong wurden als Singles ausgekoppelt. Breathe Me erlangte größere Bekanntheit, da der Track während der langen Schlussszene der letzten Folge von Six Feet Under – Gestorben wird immer zu hören ist. Der US-amerikanische Musiker Beck war am Track The Bully und an den beiden bisher unveröffentlichten Tracks Killing Kindness und Silence Them beteiligt. Anfang des Jahres 2006 wurde der Vertrag mit Go! Beat Records wieder aufgelöst, da Sia von der Promotion enttäuscht war.
Neben ihrer Solokarriere sang Sia für die Band Zero 7 deren Songs Destiny und Distractions auf dem Debütalbum Simple Things sowie die beiden Tracks Somersault und Speed Dial No. 2 auf dem zweiten Album When It Falls. Auch auf dem dritten Album von Zero 7, The Garden, sind wiederum sechs Tracks mit Sias Stimme zu hören u. a. This Fine Social Scene. Zudem nahm sie eine Coverversion des Songs Paranoid Android von Radiohead auf, welcher auf einem Tributealbum für Radiohead zu hören ist. Am 16. April 2007 erschien ihr Livealbum Lady Croissant, auf dem auch der neue Studiotrack Pictures enthalten ist. Der Titel Breathe Me wurde im Jahr 2009 der Titelsong des Kinofilms Phantomschmerz mit Til Schweiger.

### 2010: Kommerzieller Durchbruch mitWe Are Born
Am 18. Juni 2010 veröffentlichte Sia ihr Studioalbum We Are Born beim Label Monkey Puzzle. Nachdem bereits der Vorgänger erstmals eine Chartplatzierung in den USA und Australien erreicht hatte, konnte dieses auch weit über die Grenzen Großbritanniens hinaus Erfolge verbuchen. So konnte Sia in Deutschland, der Schweiz und dem Vereinigten Königreich in die Top 100 vorrücken. In Australien erreichte We Are Born den zweiten Platz in den Charts.
Die Lieder You’ve Changed, Bring Night und Clap Your Hands wurden im Laufe des Jahres als Singles ausgekoppelt. Letztere bildet auch ihr Single-Chart-Debüt in der Schweiz. Bring Night war als Teil der FIFA-Ausgabe der Fußball-Weltmeisterschaft 2010 zu hören. Des Weiteren veröffentlichte sie die Lieder Under the Milky Way und My Love. My Love war Teil des Soundtracks des Kinofilms Eclipse – Biss zum Abendrot aus der Twilight-Reihe.
Sia startete gleichzeitig eine Karriere als Songwriterin und schrieb zusammen mit Samuel Dixon und Christina Aguilera die Songs All I Need, Stronger Than Ever, I Am und You Lost Me, die auf Aguileras Album Bionic im Juni 2010 erschienen sind.

### 2011 bis 2013:Titanium

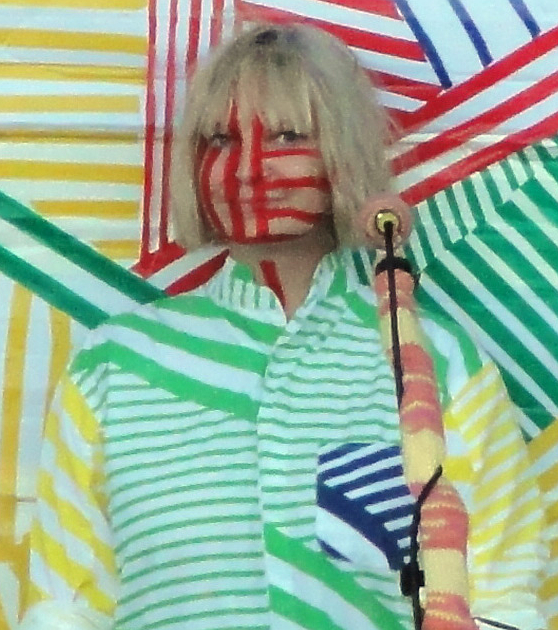
Sia live beim Big Day Out in Melbourne (2011)

In Zusammenarbeit mit dem französischen DJ und Produzenten David Guetta veröffentlichte sie am 5. August 2011 das Lied Titanium als Promo-Single. Es entwickelte sich zu einem großen Erfolg in mehreren Download-Portalen und erfreute sich auch in den Radios großer Beliebtheit. In Folge des großen Erfolgs nach Release von Guettas Album erfuhr das Lied am 9. Dezember 2011 ein Re-Release als richtige Single-Veröffentlichung und verkaufte sich mehrere Millionen Mal. Auch ein Musikvideo wurde veröffentlicht.
Im Dezember 2011 erschien eine weitere Single namens Wild Ones, bei der Sia mit dem Rapper Flo Rida zusammenarbeitete. Diese entwickelte sich zu einem weiteren Welterfolg und bildete die Lead-Single seines Studioalbums. Weltweit verkaufte sich das Lied über sechs Millionen Mal und erreichte in über neun Ländern Platin-Status, in Australien gar siebenfach. Bei Live-Auftritten wurde Sia von unterschiedlichen Sängerinnen vertreten. Ein Remix des Liedes von David Guetta und Nicky Romero mit dem Titel Wild One Two erschien am 14. Februar 2012. Dieser konnte in Deutschland und Österreich in die Single-Charts vorrücken.
Im September 2012 kam die Single She Wolf (Falling to Pieces) heraus, die sie als zweite Kooperation zusammen mit David Guetta aufnahm. Der Track konnte an den Erfolg des Vorgängers anschließen. Im selben Jahr schrieb sie für Ne-Yo das Lied Let Me Love You (Until You Learn to Love Yourself), das weltweiten Erfolg einbringen konnte. Des Weiteren hat sie mehrere Lieder für Rihannas Studioalbum Unapologetic geschrieben, darunter auch die Hitsingle Diamonds, die sie in nur 14 Minuten geschrieben haben soll und die in mehreren Ländern die Chartspitze erreichte.
Am 1. Oktober 2013 veröffentlichte Sia das Lied Elastic Heart, das in Zusammenarbeit mit DJ und Produzent Diplo und dem kanadischen Sänger The Weeknd entstand. In der Schweiz und in Großbritannien stieß der Track in die offiziellen Single-Charts vor. Der Titel war Teil des Soundtracks von Die Tribute von Panem – Catching Fire. Für ihr folgendes Studioalbum nahm Sia eine Soloversion des Tracks auf.
Im November 2013 erreichte sie als Gastsängerin bei Eminems Lied Beautiful Pain Chartplatzierungen in verschiedenen Ländern. Zudem nahmen sie das Lied Guts Over Fear auf, das im Jahr darauf als Single veröffentlicht wurde. Der Erfolg des Tracks überstieg den des Vorgängers; er erreichte auch hohe Aufrufzahlen auf YouTube, wo sie vom kanadischen Model Winnie Harlow vertreten wird. Des Weiteren war er im Trailer des Films The Equalizer zu sehen.
Als Songwriterin wirkte sie im selben Jahr bei Britney Spears’ Album Britney Jean, Céline Dions Loved Me Back to Life und Jessie Js Alive mit.

### 2014 bis 2015:1000 Forms of Fear
Als erste offizielle Single aus dem Album erschien das Lied Chandelier am 17. März 2014. In den Auftritten zu dem Song tritt die Sängerin mit dem Rücken zum Publikum auf, da sie nur durch ihre Lieder auffallen will und nicht durch ihre Person und ihr Erscheinen. Am 6. Mai 2014 veröffentlichte Sia ihr Musikvideo zu Chandelier, für das sie die bei der US-amerikanischen TV-Show Dance Moms entdeckte, damals elfjährige Tänzerin Maddie Ziegler engagierte und für diese eine Solo-Tanzperformance choreographieren ließ. In einem Behind-the-Scenes-Video gab sie bekannt, dass sie zwei weitere Videos mit Ziegler plant. Mit Chandelier erntete Sia sehr große Beachtung bei Publikum und Medien, es wurde auf YouTube fast 3 Milliarden Mal abgerufen. Bei den MTV Video Music Awards 2014 gewann sie den Preis für die „Beste Choreografie“ und erhielt eine Grammy-Nominierung.
Im April 2014 erreichte der von ihr geschriebene offizielle WM-Song We Are One (Ole Ola) von Pitbull, Jennifer Lopez und Claudia Leitte in zahlreichen Ländern vordere Chartplatzierungen, zum Beispiel die Top 10 in Deutschland, Österreich und der Schweiz.
Im Juni 2014 veröffentlichte Furler die Single Big Girls Cry als zweite Single-Auskopplung aus 1000 Forms of Fear. Das dazugehörige Musikvideo wurde im April des Folgejahres veröffentlicht. Es stellt den letzten Teil der Maddie-Ziegler-Trilogie dar. In Australien wurde es für mehrere Hunderttausend Verkäufe mit einer Platin-Schallplatte ausgezeichnet. Im Juli 2014 veröffentlichte Sia mit 1000 Forms of Fear ihr sechstes Studioalbum. Neben vorderen Chartplatzierungen in Europa erreichte sie mit diesem unter anderem in Australien, Kanada und den USA Spitzenplätze. Das Album verbuchte über eine Million Verkäufe.
Am 9. Januar 2015 veröffentlichte sie die Neuversion des Liedes Elastic Heart als Single. Diese konnte den Erfolg der 2013er-Version noch steigern. Sie verkaufte sich über drei Millionen Mal und konnte ihren zweiten Charterfolg in Deutschland verbuchen. Bereits zwei Tage zuvor erschien das Musikvideo. Hier ist Ziegler an der Seite des Schauspielers Shia LaBeouf kämpfend und tanzend in einem Käfig zu sehen. Für dieses Video wurde Sia heftig kritisiert und mit Pädophilie-Vorwürfen konfrontiert. Der Grund war, dass Ziegler in einem hautfarbenen Turnanzug und LaBeouf mit nacktem Oberkörper und kurzer Hose auftritt. Sia sah sich gezwungen, sich zu entschuldigen und zu rechtfertigen. Via Twitter äußerte sie sich mit den Worten: „Ich habe Pädophilie-Schreie wegen des Videos erwartet. Alles, was ich sagen kann, ist, dass Maddie und Shia die einzigen zwei Schauspieler sind, bei denen ich das Gefühl hatte, dass sie die beiden, sich bekämpfenden ‘Sia-Zustände’ darstellen könnten. Ich bitte alle, die sich bei der Betrachtung von Elastic Heart aufgeregt haben, um Entschuldigung. Meine Intention war lediglich, emotionale Inhalte zu inszenieren.“
Im Juni 2015 veröffentlichte Furler mit Fire Meet Gasoline die vierte Single ihres Studioalbums. Im dazugehörenden Video spielen Heidi Klum und Pedro Pascal ein Liebespaar. Die B-Seite der Single, ein Remix des Liedes Big Girls Cry, wurde von Bleachers produziert. Veröffentlicht wurde sie aufgrund der Wirkung als Werbelied für Heidi Klum lediglich in europäischen Ländern. Unter anderem erreichte der Track in Israel und in Serbien die Top 10.

### Ende 2015 bis 2016:This Is Acting
Das Lied Alive wurde schon Ende des Jahres 2015 veröffentlicht und konnte in über 20 Ländern die Single-Charts erreichen, darunter Platin-Status in Australien, Kanada und Polen. Wie auch bei ihrem letzten Album versteckt Sia ihr Gesicht bei Live-Auftritten hinter einer großen Perücke. In der Talkshow von Ellen DeGeneres versteckte sie sich hinter einem großen Kleid, während Maddie Ziegler zu ihrer ersten Single Alive tanzte. Ursprünglich wurde das Lied für Adele geschrieben.

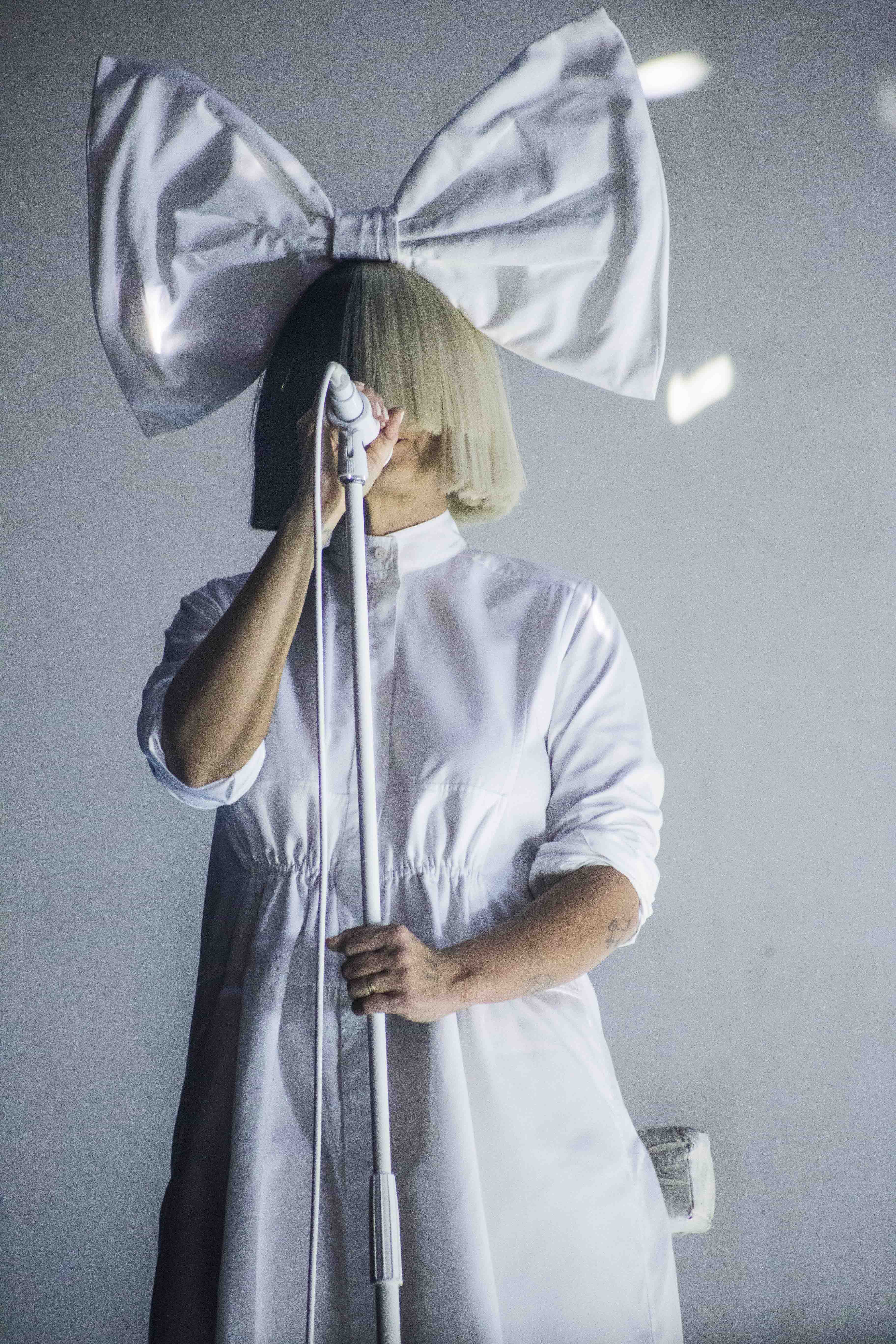
Sia in Boston (2016)

Am 29. Oktober 2015 erschien das Lied Bang My Head, eine weitere Kollaboration mit David Guetta. Bereits auf seinem Studioalbum Listen war der Track vorhanden, jedoch unterschied sich diese Version grundlegend von der Single-Version, bei der auch Rapper Fetty Wap mitwirkt. Bang My Head rückte unter anderem in Belgien, Frankreich und Spanien in die Top 10.
Parallel mit der Veröffentlichung zur Vorbestellung ihres kommenden Studioalbums am 4. November 2015 wurde Bird Set Free zum Download freigegeben. Das Lied wurde ursprünglich als Soundtrack des Filmes Pitch Perfect 2 geschrieben, aber zugunsten von Flashlight abgelehnt. Das Lied wurde dann Rihanna vorgeschlagen. Nachdem es abgelehnt worden war, wurde es dann zwar von Adele aufgenommen, aber nicht für die Tracklist ihres dritten Studioalbums 25 ausgewählt. One Million Bullets wurde am 27. November 2015 als zweite Promo-Single veröffentlicht. Das Lied ist das einzige vom Album, das nicht für einen anderen Künstler gedacht war.
Im Januar 2016 wurde mit This Is Acting ihr siebtes Studioalbum veröffentlicht. Dieses konnte in über 20 Ländern die Top 10, darunter viermal eine Spitzenposition erreichen. Parallel wurde Reaper als vierte und Unstoppable am 21. Januar 2016 als letzte Promo-Single veröffentlicht. Während Reaper für Rihanna geschrieben wurde, sollte Unstoppable von Demi Lovato gesungen werden. This Is Acting wurde für den Grammy Award für das „beste Pop Vocal Album“ nominiert und mit einem Echo in der Kategorie „Künstlerin International“ ausgezeichnet.
Die zweite offizielle Single aus This Is Acting stellt eine am 11. Februar 2016 erschienene Remix-Version von Cheap Thrills, eine Zusammenarbeit mit Sean Paul dar. Bereits im Dezember 2015 erschien der Track als dritte Promo-Single aus dem Album. In über 20 Ländern, darunter auch Deutschland, wurde die Single ihr erster Nummer-eins-Hit. Das Lied zählt bis heute über elf Millionen Verkäufe. Ursprünglich sollte der Song von Rihanna aufgenommen werden. Im offiziellen Musikvideo ist ein weiteres Mal Maddie Ziegler zu sehen.
Im September 2016 veröffentlichte Sia die Single The Greatest, welche als Hommage an die Opfer des Anschlags von Orlando am 12. Juni 2016 gilt. Das Lied entstand in Zusammenarbeit mit dem US-amerikanischen Rapper Kendrick Lamar und ist nicht auf der Original-Fassung des Albums zu finden, sondern ist lediglich Teil der Bonus-Version. Der Track konnte an den Erfolg von Cheap Thrills anschließen und schaffte es in vielen Ländern, unter anderem in Deutschland, in die Top 10. Das Musikvideo mit Ziegler basiert auf der Version ohne Kendrick Lamar.
Für den Film Lion von Regisseur Garth Davis schrieb Sia das Lied Never Give Up, das insbesondere in Deutschland Erfolg verbuchen konnte. Für den Soundtrack zum Dokumentarfilm The Eagle Huntress schrieb Sia das Lied Angel by the Wings. Ebenfalls schrieb sie den von Shakira gesungenen Zoomania-Soundtrack Try Everything.

### 2017:Dusk Till Dawn
Als vierte Single-Auskopplung erschien am 7. Januar 2017 das Lied Move Your Body in Form eines Single-Mix’. Bereits im Oktober 2016 schaffte es der auf der Deluxe-Version ihres Albums erhaltene Remix von Alan Walker in einigen Ländern, darunter Großbritannien und Norwegen, in die offiziellen Single-Charts. Für den Track wurde lediglich ein Lyrics-Video gedreht.
Im Februar 2017 erschien der offizielle Soundtrack des US-amerikanischen Filmes Fifty Shades Darker. Sia steuerte hierbei den Song Helium bei, der in Zusammenarbeit mit dem britischen Musiker Chris Braide entstanden war. Das Lied rückte als Download-Track des Samplers in die Single-Charts mehrerer Länder vor.
Am 10. März 2017 erschien das Lied Waterfall, das in Zusammenarbeit mit dem Produzenten-Duo Stargate und der Sängerin Pink entstanden war und unter anderem die obere Hälfte der deutschen, österreichischen, schweizerischen, britischen sowie der australischen Single-Charts erreichte.
Als Soundtrack-Beitrag zum US-amerikanischen Superheldenfilm Wonder Woman erschien Ende Mai 2017 das gemeinsam mit Labrinth aufgenommene Lied To Be Human, das ihr eine Platzierung in den französischen Singlecharts verbuchte. Im Juni 2017 folgte der Track Free Me, dessen offizielles Musikvideo zur Behandlung der Krankheit AIDS anregen soll.
Im September 2017 landete Sia zusammen mit dem britischen Sänger Zayn Malik einen Top-10-Hit in rund 30 Ländern, darunter zehnmal Platz-eins. Ausschlaggebend dafür war ihr gemeinsamer Song Dusk Till Dawn, der im Trailer des Abenteuerfilmes Zwischen zwei Leben zu hören war. Ebenfalls im September 2017 erschien das Lied Rainbow als Single. Der Song entstammt dem Soundtrack des US-amerikanischen Animationsfilms My Little Pony – Der Film.
Am 17. November 2017 veröffentlichte sie das Weihnachtsalbum Everyday Is Christmas. Bereits am 30. Oktober 2017 erschien das Lied Santa’s Coming for Us als Lead-Single des Albums, die auch kommerziellen Erfolg erzielen konnte. Am 9. November 2017 veröffentlichte sie Snowman als zweite Single.

### 2018:Helium,Flames& LSD
Am 25. Januar 2018 veröffentlichte Sia eine neue Version des Liedes Helium aus dem Februar des Vorjahres. Diese entstand in Zusammenarbeit mit David Guetta, dem sie bereits zweimal ihre Stimme lieh, sowie dem niederländischen DJ und Produzenten Afrojack. Das Future-Bass-Remake brachte den Track in mehreren Ländern ein weiteres Mal in die offiziellen Single-Charts.
Am 22. März 2018 veröffentlichte sie die siebte Kollaboration mit DJ David Guetta. Diese trägt den Titel Flames und stellt eine weniger von Future-Bass und EDM beeinflusste Produktion, als ihr Vorgänger dar. Der Track erreichte in unter anderem Deutschland, Norwegen und der Schweiz eine Platzierung in den Top 10.
Am 30. April 2018 bestätigte Sia gemeinsam mit dem britischen Rapper Labrinth und dem Produzenten Diplo, mit dem sie bereits für die Entstehung des Liedes Elastic Heart zusammenarbeitete, das Projekt LSD (Akronym ihrer Pseudonyme) ins Leben zu rufen. Am 3. Mai 2018 erschien mit dem Titel Genius das erste Resultat aus der Kollaboration parallel mit einem animierten Musikvideo. Eine Woche später, am 10. Mai 2018 folgte die zweite Single Audio. Etwa 3 Monate später, am 9. August 2018, erschien die dritte Single Thunderclouds. Im dazugehörigen Video wirkt erneut Maddie Ziegler mit. Am 1. November 2018 folgt die vierte Single Mountains. Am 14. März 2019 erschien die fünfte Single No New Friends. Am 12. April 2019 wird das erste Album der Gruppe erscheinen.
Am 12. Oktober 2018 veröffentlichte sie die Single I’m Still Here. Dieser Song wurde in Kooperation mit der französischen Schuhmarke Repetto veröffentlicht, von der im Frühjahr 2019 eine Sia-Schuhkollektion angeboten wurde.

### 2020 bis 2021:Saved My Life,Togetherund Regiedebüt
Am 1. Mai 2020 nahm Sia an der Spendenveranstaltung COVID Is No Joke teil, in der sie ihr Lied Saved My Life sang. Der Erlös des Songs soll der Bekämpfung der Coronakrise zugutekommen.
Ihre am 20. Mai 2020 neu erschienene Single Together gehört mit neun weiteren Songs zum Soundtrack ihres Films Music. Der Song erschien mit einem Musikvideo.
Im Januar 2021 wurde Sias Regiedebüt Music veröffentlicht. Das Drama, das vor allem für seine Darstellung von Autismus kritisiert wurde, erhielt im April 2021 drei Goldene Himbeeren, darunter für die schlechteste Regie.

## Privatleben
Nach ihrem Austritt aus der Formation Crisp im Jahr 1997 beschloss Sia, nach London zu ziehen, um ihre Beziehung mit ihrem Freund Dan Pontifex zu festigen. Einige Wochen später erhielt sie während eines Zwischenstopps in Thailand die Nachricht, dass Pontifex bei einem Autounfall in London ums Leben gekommen sei. Sie kehrte nach Australien zurück. Ihr 2001 erschienenes Studioalbum Healing Is Difficult beschäftigt sich mit Pontifex’ Tod.
Im Jahr 2008 äußerte sich Sia über ihre sexuelle Orientierung und gab ihre Beziehung zu JD Samson bekannt, die sie im Jahr 2011 beendete. Sie erzählte diesbezüglich: „Ich bin immer schon mit Jungs und Mädchen ausgegangen und mit allem, was dazwischen ist. Es ist mir egal, welches Geschlecht du hast, es geht um den Menschen. Ich war da schon immer flexibel.“
Sia litt unter Depressionen, Schmerzmittel- und Alkoholsucht. Zudem hatte sie mit Selbstmordgedanken zu kämpfen, die zu Texten über Suizid führten. 2010 gab Sia auf ihrer Website bekannt, dass alle geplanten Promotion-Events und Shows wegen ihrer schlechten Gesundheit abgesagt wurden. Sie beschrieb extreme Lethargie und Panikattacken und verzichtete deshalb für längere Zeit auf Auftritte und Tourneen. Auf ihrem Twitter-Account gab sie bekannt, dass bei ihr Morbus Basedow, eine Autoimmunerkrankung, in deren Folge eine Schilddrüsenüberfunktion auftritt, diagnostiziert wurde. Später im Jahr erzählte Sia in einem Interview bei den ARIA Awards, dass es ihr nach einer hormonellen Therapie inzwischen besser gehe.
Sia ernährte sich ab 2014 vegan. 2022 bezeichnete sie sich aber in einem Zeitschriftenkommentar als Vegetarierin. Sie ist eine der Sprecherinnen der Tierrechtsdokumentation Dominion. 2014 heiratete Sia in ihrem Haus in Palm Springs (Kalifornien) den Filmproduzenten Erik Andęrs Lang. Ende 2016 trennte sich das Paar.
Bei einem Auftritt in der The Howard Stern Show wurde Sia gefragt, ob sie religiös sei, worauf sie antwortete: „Ich glaube an eine höhere Macht, die ich ‚Whatever Dude‘ nenne und ihn mir wie einen sonderbar surfenden Santa vorstelle, ähnlich wie meinen Opa, also ja.“ Im gleichen Interview bekannte sie sich als eine Feministin und dazu, dass ihr Whatever Dude sie dazu verleitete, sich bei ihrem Text für Rihannas Diamonds vom Übernatürlichen inspirieren zu lassen.
Am 4. Oktober 2019 gab Sia auf ihrem Twitter-Account bekannt, dass sie an dem unheilbaren Ehlers-Danlos-Syndrom leide und deshalb chronische Schmerzen habe.
Der australische Rockmusiker Peter Furler ist ihr Cousin. Sia ist die Patentante von Maddie Ziegler.

## Diskografie
Studioalben

| Jahr | Titel Musiklabel                                     | Höchstplatzierung, Gesamtwochen, AuszeichnungChartplatzierungen (Jahr, Titel, Musiklabel, Platzierungen, Wochen, Auszeichnungen, Anmerkungen) | Höchstplatzierung, Gesamtwochen, AuszeichnungChartplatzierungen (Jahr, Titel, Musiklabel, Platzierungen, Wochen, Auszeichnungen, Anmerkungen) | Höchstplatzierung, Gesamtwochen, AuszeichnungChartplatzierungen (Jahr, Titel, Musiklabel, Platzierungen, Wochen, Auszeichnungen, Anmerkungen) | Höchstplatzierung, Gesamtwochen, AuszeichnungChartplatzierungen (Jahr, Titel, Musiklabel, Platzierungen, Wochen, Auszeichnungen, Anmerkungen) | Höchstplatzierung, Gesamtwochen, AuszeichnungChartplatzierungen (Jahr, Titel, Musiklabel, Platzierungen, Wochen, Auszeichnungen, Anmerkungen) | Höchstplatzierung, Gesamtwochen, AuszeichnungChartplatzierungen (Jahr, Titel, Musiklabel, Platzierungen, Wochen, Auszeichnungen, Anmerkungen) | Anmerkungen                                                 |
| Jahr | Titel Musiklabel                                     | DE | AT | CH | UK | US | AU | Anmerkungen                                                 |
| ---- | ---------------------------------------------------- | --- | --- | --- | --- | --- | --- | ----------------------------------------------------------- |
| 1997 | OnlySee Flavoured Records (FR)                       | — | — | — | — | — | — | Erstveröffentlichung: 23. Dezember 1997                     |
| 2001 | Healing Is Difficult Columbia Records (Sony)         | — | — | — | — | — | — | Erstveröffentlichung: 9. Juli 2001                          |
| 2004 | Colour the Small One Island Records (UMG)            | — | — | — | — | — | — | Erstveröffentlichung: 12. Januar 2004                       |
| 2008 | Some People Have Real Problems Concord Records (UMG) | — | — | — | — | US26 (8 Wo.)US | AU41 Gold · (2 Wo.)AU | Erstveröffentlichung: 8. Januar 2008 Verkäufe: + 35.000     |
| 2010 | We Are Born RCA Records (Sony)                       | DE73 (1 Wo.)DE | — | CH38 (2 Wo.)CH | UK74 (1 Wo.)UK | US37 (2 Wo.)US | AU2 Gold · (20 Wo.)AU | Erstveröffentlichung: 7. Juni 2010 Verkäufe: + 35.000       |
| 2014 | 1000 Forms of Fear RCA Records (Sony)                | DE30 Gold · (7 Wo.)DE | AT19 (14 Wo.)AT | CH4 (75 Wo.)CH | UK5 Platin · (98 Wo.)UK | US1 ×2Doppelplatin · (117 Wo.)US | AU1 Platin · (60 Wo.)AU | Erstveröffentlichung: 4. Juli 2014 Verkäufe: + 3.290.000    |
| 2016 | This Is Acting RCA Records (Sony)                    | DE14 Platin · (49 Wo.)DE | AT9 (22 Wo.)AT | CH3 Gold · (61 Wo.)CH | UK3 Platin · (70 Wo.)UK | US4 ×2Doppelplatin · (83 Wo.)US | AU1 Gold · (52 Wo.)AU | Erstveröffentlichung: 26. Januar 2016 Verkäufe: + 3.527.000 |
| 2024 | Reasonable Woman Atlantic Records (WMG)              | DE16 (1 Wo.)DE | AT13 (1 Wo.)AT | CH6 (3 Wo.)CH | UK59 (1 Wo.)UK | US153 (1 Wo.)US | AU14 (1 Wo.)AU | Erstveröffentlichung: 3. Mai 2024                           |